# Lepipaschia inornata
Lepipaschia inornata is een vlinder uit de familie snuitmotten (Pyralidae). De wetenschappelijke naam van deze soort is voor het eerst geldig gepubliceerd in 1994 door Shaffer J. C. & Solis.
De soort komt voor in tropisch Afrika.